# Széchenyi tér (Győr)

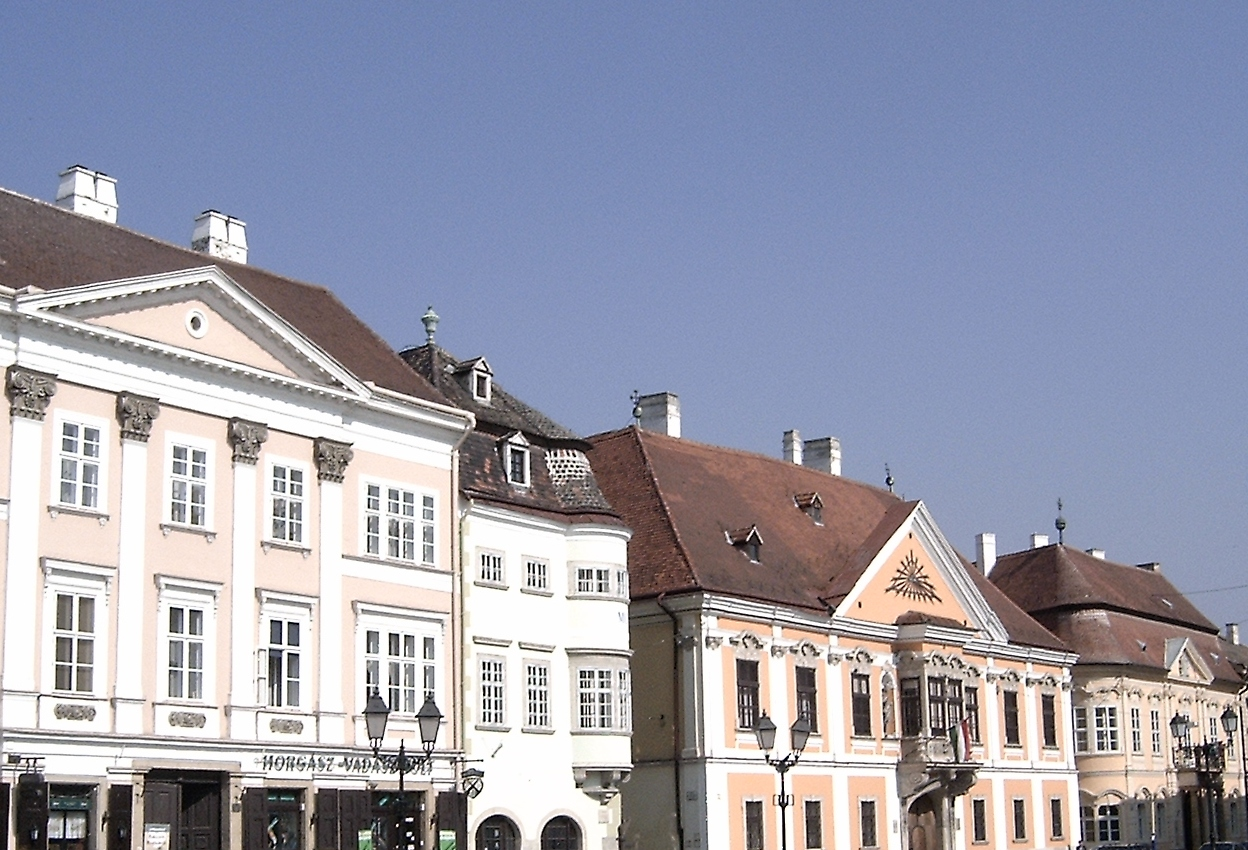
Széchenyi tér északi oldalának barokk palotái

A Széchenyi tér Győr barokk főtere. Jórészt 17–18. századi épületek keretezik, különösen az északi oldal barokk palotái és a déli oldalon a bencések épületegyüttese figyelemreméltó. Évszázadokon keresztül ez a tér volt a nyilvános élet központja, napjainkban is számos rendezvényt tartanak itt. A török időkben földalatti börtön volt a téren, később itt állt a pellengér, a mai Apátúr-ház előtt volt a nemesemberek kivégzőhelye.
1710-ban itt volt az utolsó győri boszorkányégetés, 1714-ben pedig itt fejezték le Géczy Juliannát, a „lőcsei fehér asszonyt”. A téren 1989-ben szűnt meg a parkolási lehetőség. Azóta a győri belvárosi gyalogoszóna része.

## Nevezetesebb épületek

### Lakóház (Széchenyi tér 12.)

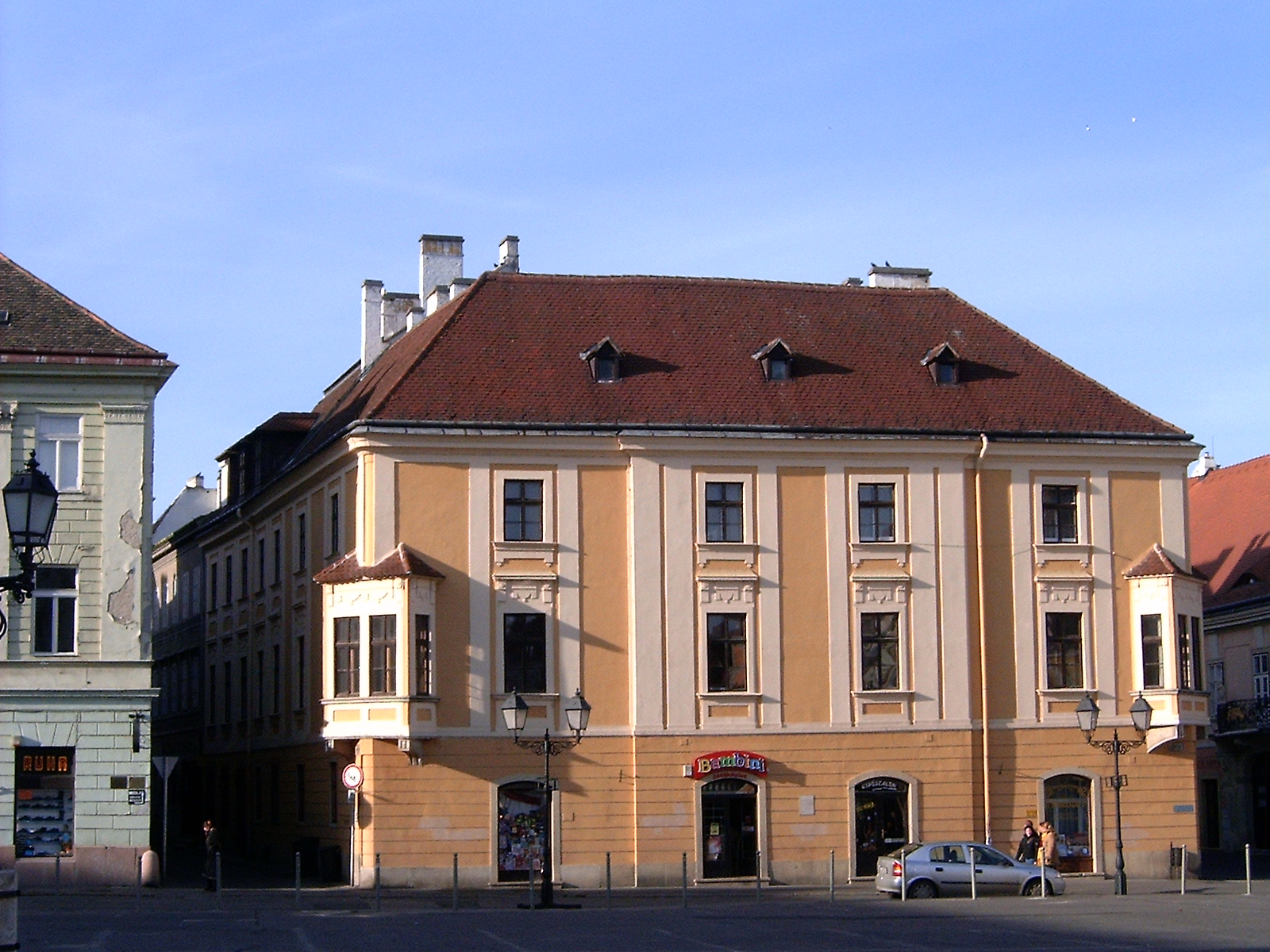
Két sarokerkélyes copf lakóház a tér nyugati oldalán

A tér nyugati házsorának legfigyelemreméltóbb épülete, sarkain zárterkéllyel. 1780 körül épült copf stílusban.

### Esterházy-palota (Király utca 17.)

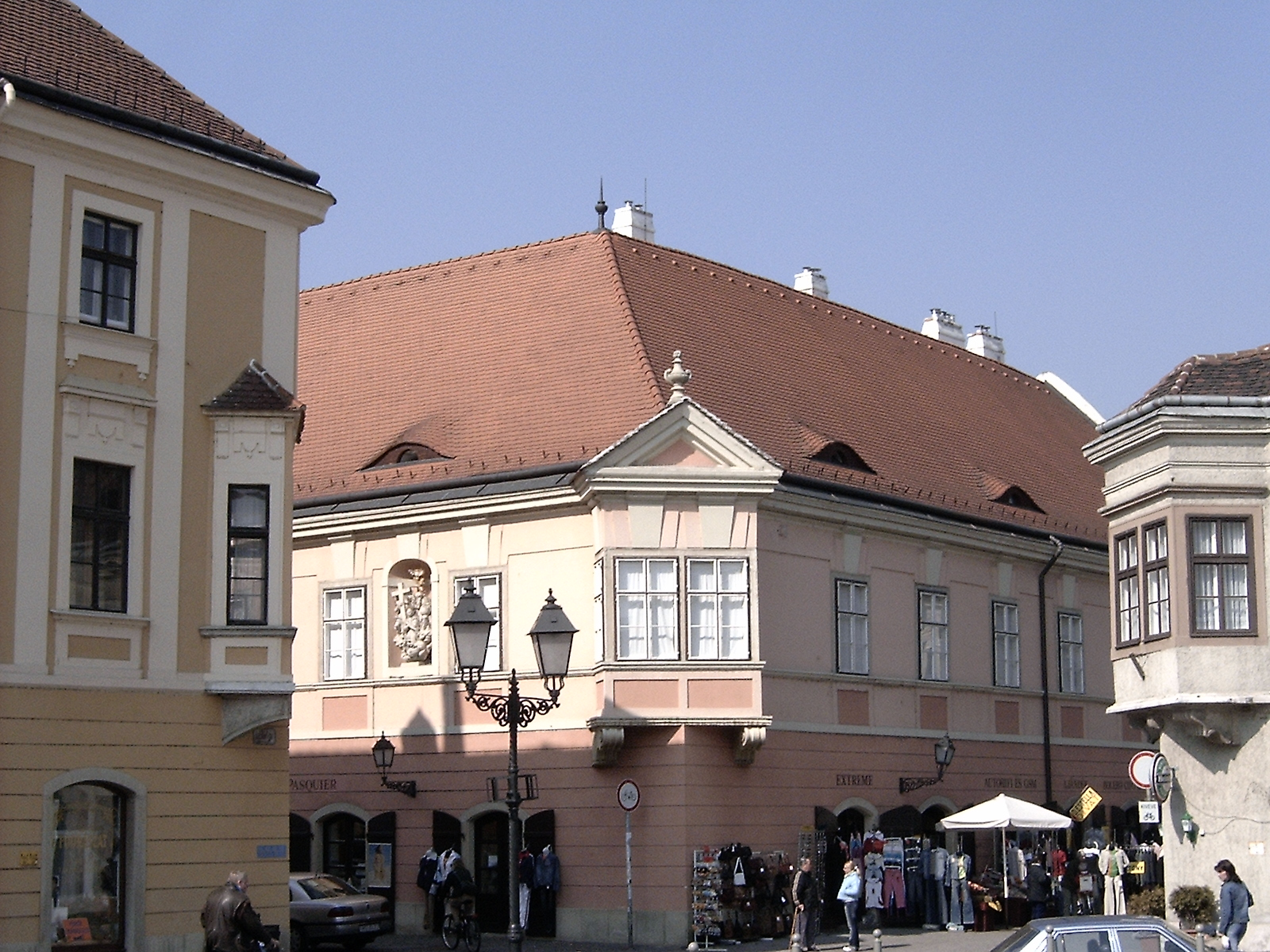
Sarokerkélyek a tér északkeleti sarkán

A palotának csak a sarokerkélye néz a Széchenyi térre, főhomlokzata a Király utcában van, maga az épület a Jedlik Ányos és Dr. Kovács Pál utcákba is átnyúlik.
Lásd a Király utca (Győr) című cikket

### Király-ház (Széchenyi tér 1.)
Az épület az 1600-as évekből származik, de a 18. században átépítették. A tér és a Jedlik Ányos utca felőli homlokzaton fülkében Mária és Nepomuki Szent János szobra áll. Udvarába a Jedlik Ányos utca felől juthatunk. Barokk kapualján áthaladva jutunk az udvarba. Az emeleti szinten késő reneszánsz loggiát láthatunk toszkán oszlopokkal, ami az 1600-as évekből származik.

### Lakóház (Széchenyi tér 3.)
Fruhmann Antal tervei alapján épült klasszicista stílusban 1840 körül. Derűs megjelenésű homlokzatát falpillérek tagolják, felettük timpanonnal. Udvarán kőgyámokon nyugvó függőfolyosó.

### Vastuskós ház (Széchenyi tér 4.)

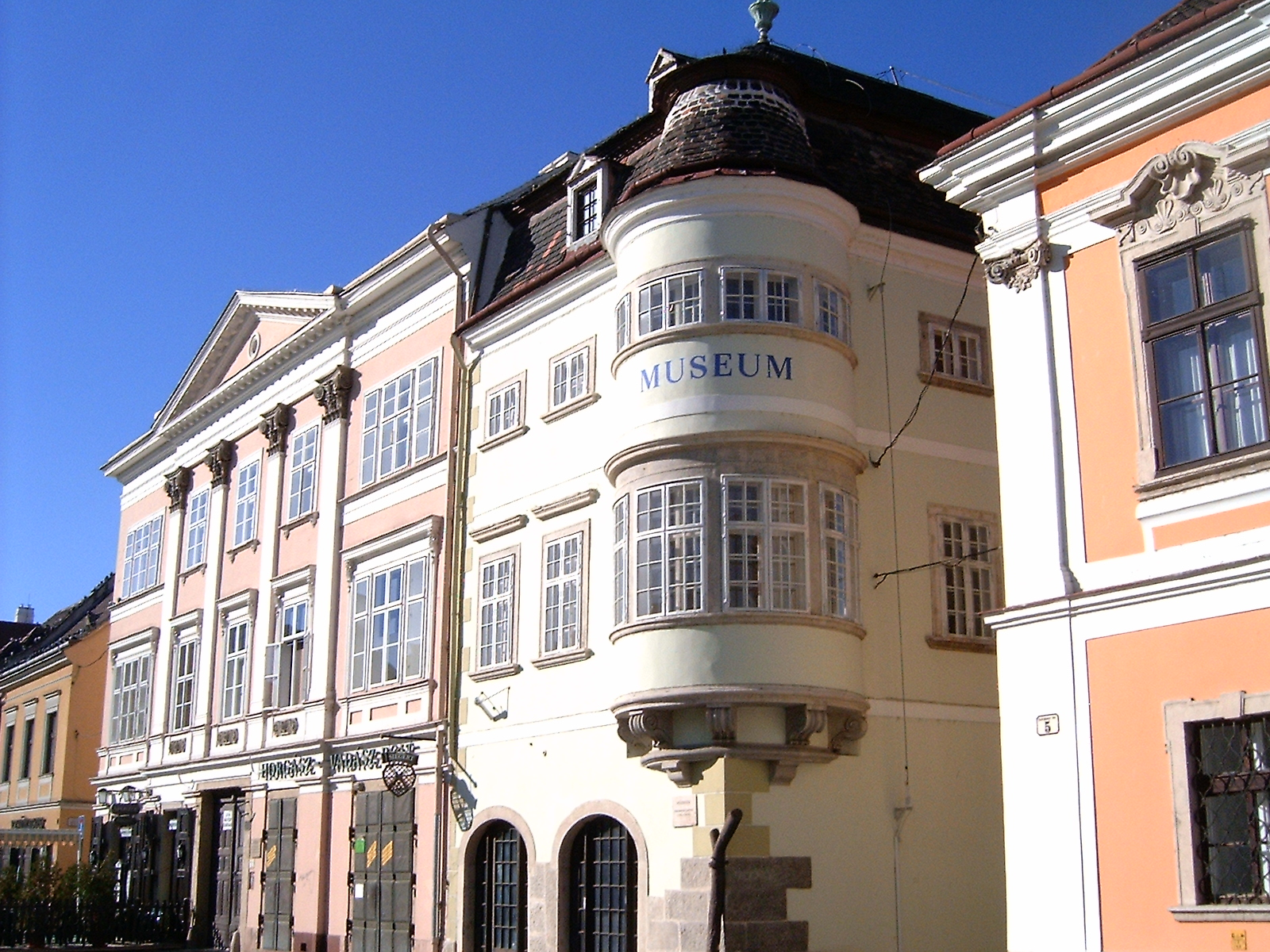
A Vastuskós ház

A Vastuskós ház kétemeletes barokk épület, keskeny homlokzatával néz a térre. Sarkán hengeres zárterkély látható; a Stelczer Lajos utcában is van egy zárterkélye a bejárat felett. A 17. században még egyemeletes volt, akkor a városbírók tulajdona, köztük Gindl Orbáné, valószínűleg ő építtette rá a kissé alacsonyabb második emeletet a század végén. 1833-ban Zittrisch Mátyás vette meg és fűszerüzletet nyitott a földszinten, üzleti cégérnek pedig a ház sarkához vastuskót állított a bécsi Stock im Eisen mintájára. Az épületben található a Patkó Imre gyűjtemény; a 20. századi magyar és nyugat-európai képzőművészeti alkotások. 16-20. századi afrikai, óceániai kultúrák és természeti népek művészeti gyűjteménye.

### Apátúr-ház (Széchenyi tér 5.)

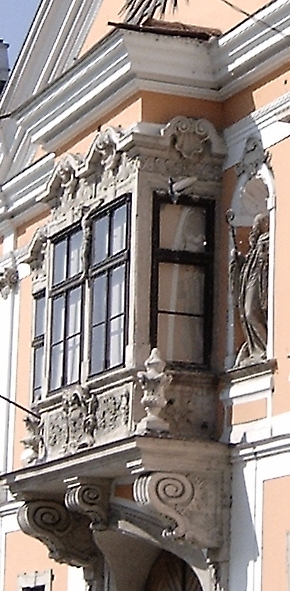
Az Apátúr-ház zárterkélye

Az egyemeletes barokk palota a város legszebb polgári műemléke. Itt működik a Xántus János Múzeum, Magyarország első vidéki múzeuma. Győr és környékének történetét mutatja be az őskortól napjainkig. Itt található az Abád-Hauser család magángyűjteménye (képző és iparművészeti kiállítás), illetve a Petz család magángyűjteménye (orvostörténeti kiállítás) is.
Az épület kilenc 17. századi ház helyén jött létre. A házakat 1668 után a fokozatosan megvásárolták a pannonhalmi főapátok, s ezek helyére kezdte el építtetni 1741-ben Sajghó Benedek főapát a jelenlegi épületet. A szerzetesrendek feloszlatásával 1786-tól katonaiskolának vették igénybe, s csak 1802-ben került vissza a bencések kezébe. 1816-tól királyi papnevelő intézet céljára, jó ideig azonban csak bérháznak használták. 1910-ben a tanítóképző internátusa lett. 1949-ben a múzeum talált benne méltó otthonra.
Az épület szabálytalan négyszög alaprajzú tömb, legkeskenyebb oldalával néz a Széchenyi térre.
A lizénákkal tagolt homlokzat földszinti ablakait kőkeretbe foglalt apácarács fedi, emeleti ablakait gazdag kivitelű, kagylódíszes szemöldökpárkány zárja le. A múzeum díszes kapujának kosáríves kőkerete előrenyúlik és két gyámkővel együtt tartja a szép zárterkélyt, melynek sarkain két rokokó váza áll. Az erkély ablakait fent és lent szokatlanul gazdag díszítés keretezi, alul a bencés rend címerével. Az erkélytől balra Szent István király, jobbra pedig nursiai Szent Benedek szobra áll egy-egy fülkében. Szépek a Stelczer Lajos utcai és a Múzeum közi ablakok kovácsoltvas rácsai. A Múzeum köz felőli oldalon egyszerű zárterkély látható, gyámkövén 1638-as évszám.

### Régi városháza (Rákóczi utca 1.)
Az 1560-as évektől kezdve itt állt a városháza. A mai épület 1753-54 közt készült el. 1898-ig (a jelenlegi Városháza megépüléséig) szolgálta eredeti célját. Jelenleg Győr Megyei Jogú Város Levéltára működik itt.
A figyelemreméltó barokk palota homlokzatát hatásosan kiemelik a szemöldökpárkányos ablakok és a kosáríves, kőkeretes kapu. A kapu feletti nyitott erkélyt karcsú oszlopok tartják. Az erkély kovácsoltvas rácsa méltó dísze az épületnek. A középrizalitot kettős falpillér keretezi, felül timpanon zárja le, melyben a város kőből faragott címere látható. Stukkódíszes kapualján jutunk udvarába, melynek helyreállított vasrácsos függőfolyosója korabeli hangulatot áraszt.
A mai épület elődjében, az azt megelőző földszintes városházában raboskodott Jókai Mór A lőcsei fehér asszony című regényének hősnője, Korponai Jánosné Géczy Julianna.

### Lakóház (Rákóczi utca 2.)
Az ízléses külsejű, klasszicista falpillérekkel és nyitott erkéllyel díszített épület Fruhmann Antal tervei alapján nyerte mai alakját.

### Lloyd (Széchenyi tér 7.)
A tér keleti oldalát foglalja el. Helyén a 15. század végétől a káptalani vendégfogadó állt, mely az 1566-os tűzvészben elpusztult. Helyére barokk épület épült, melyet 1826-ban átalakítottak Fruhmann Antal tervei szerint. Itt működött a Vigadó, Győr egyik kávéháza, mely a reformkorban fontos szerepet töltött be.  A18. század második felében a Győri Lloyd Általános Kereskedelmi Társulat székháza lett, többször átalakították. Mai alakját 1950-ben nyerte el. Évekig itt működött a Lloyd mozi, ami 2007. szeptember 30-án bezárt. 2008 januártól féléves időszakra a Sikztah nevével fémjelzett underground koncerteknek ad otthont. 2009 nyarán megkezdték az épület felújítását és várhatóan 2010 tavaszára befejeződnek a munkálatok.

### Curia Nobilitaris (Liszt Ferenc utca 1.)
A Lloyd háta mögött megbúvó barokk ház hosszú homlokzata eredetileg a térre nézett, de később eléépült a Lloyd épülete. Klasszicista vörösmárvány keretes kapu vezet a boltozott kapualjba, majd innen az udvarba. Emeleti része 17. századi loggiás. A ház eredetileg 1565-ben épült, de az 1566-os tűzvészben elpusztult, 1567-ben már emeletesen épült fel. Ekkor a király mentesítette a házat az adózás és katonai beszolgáltatás alól, s a nemesi kúriák kiváltságaival ruházta fel, innen ered a neve.

### Lakóház (Liszt Ferenc utca2.)
A tér délkeleti sarkán álló 18. századi barokk épületnek különösen szép sarokerkélye érdemel figyelmet. A ház bejárata eredetileg az Iskola köz felől nyílt. A XX. század elején a ház egy hentes-család tulajdonát képezte, akik az államosítás után is hentesboltot üzemeltettek a térről nyíló bolthelyiségben. Ma négy lakás mellett különböző vállalkozásoknak ad helyet az épület.

### Czuczor Gergely Bencés Gimnázium és Kollégium (Széchenyi tér 8.)

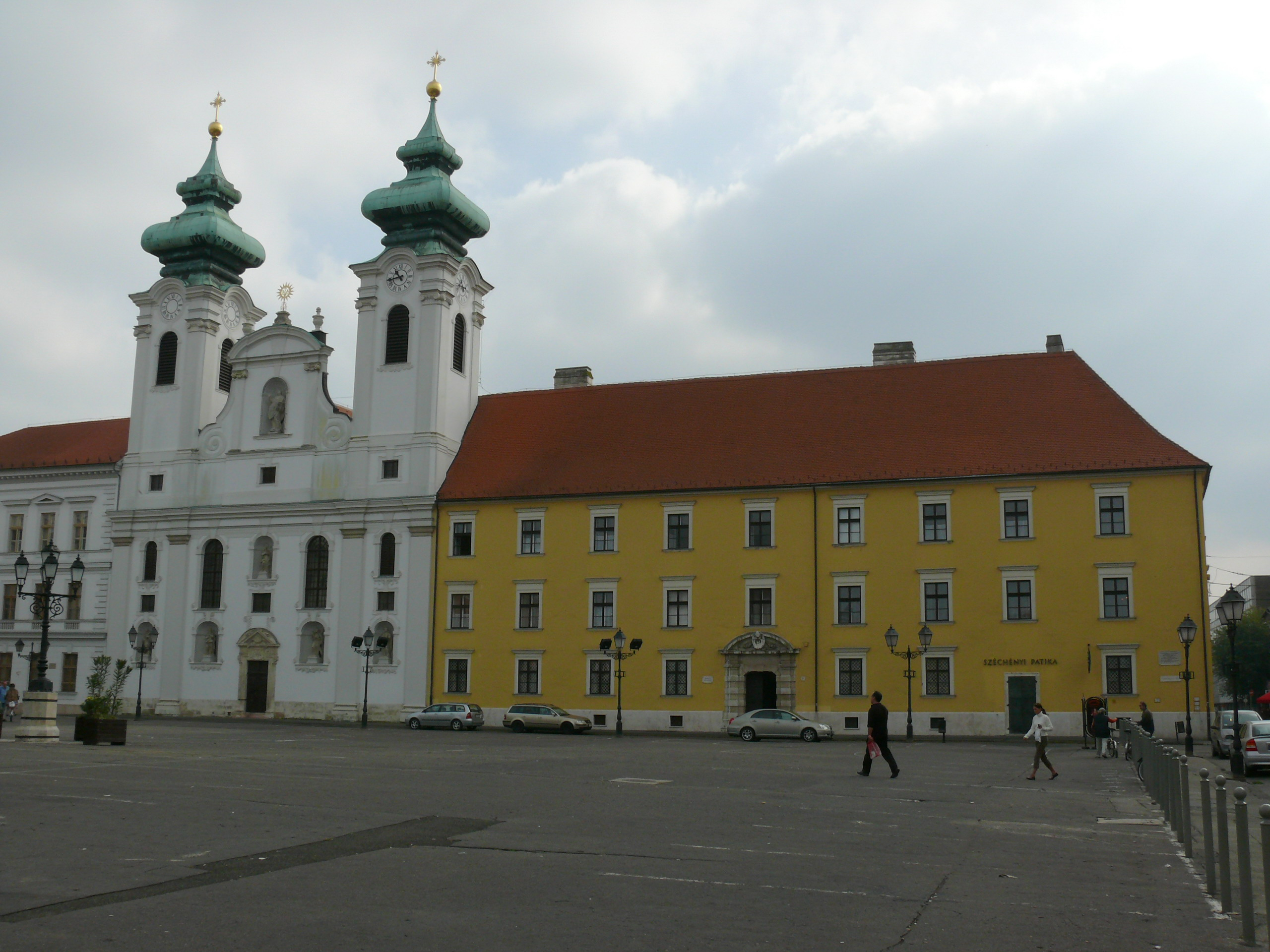
A bencések épületegyüttese a tér déli oldalán

A mai eklektikus épület 1888-ban épült az egykori jezsuita gimnázium helyére, amit 1627-ben alapítottak. A gimnázium 1802 óta a bencéseké. A gimnázium tanítványa volt Kisfaludy Károly és Sándor, Batthyány Lajos, Xántus János és Kautz Gyula.
Neves tanárai: Czuczor Gergely, Guzmics Izidor, Holenda Barnabás, Jedlik Ányos, Németh Ambrus, Rájnis József, Révai Miklós, Rómer Flóris, Szeder Fábián János, Xántus János

### Czuczor Gergely és Jedlik Ányos szobra

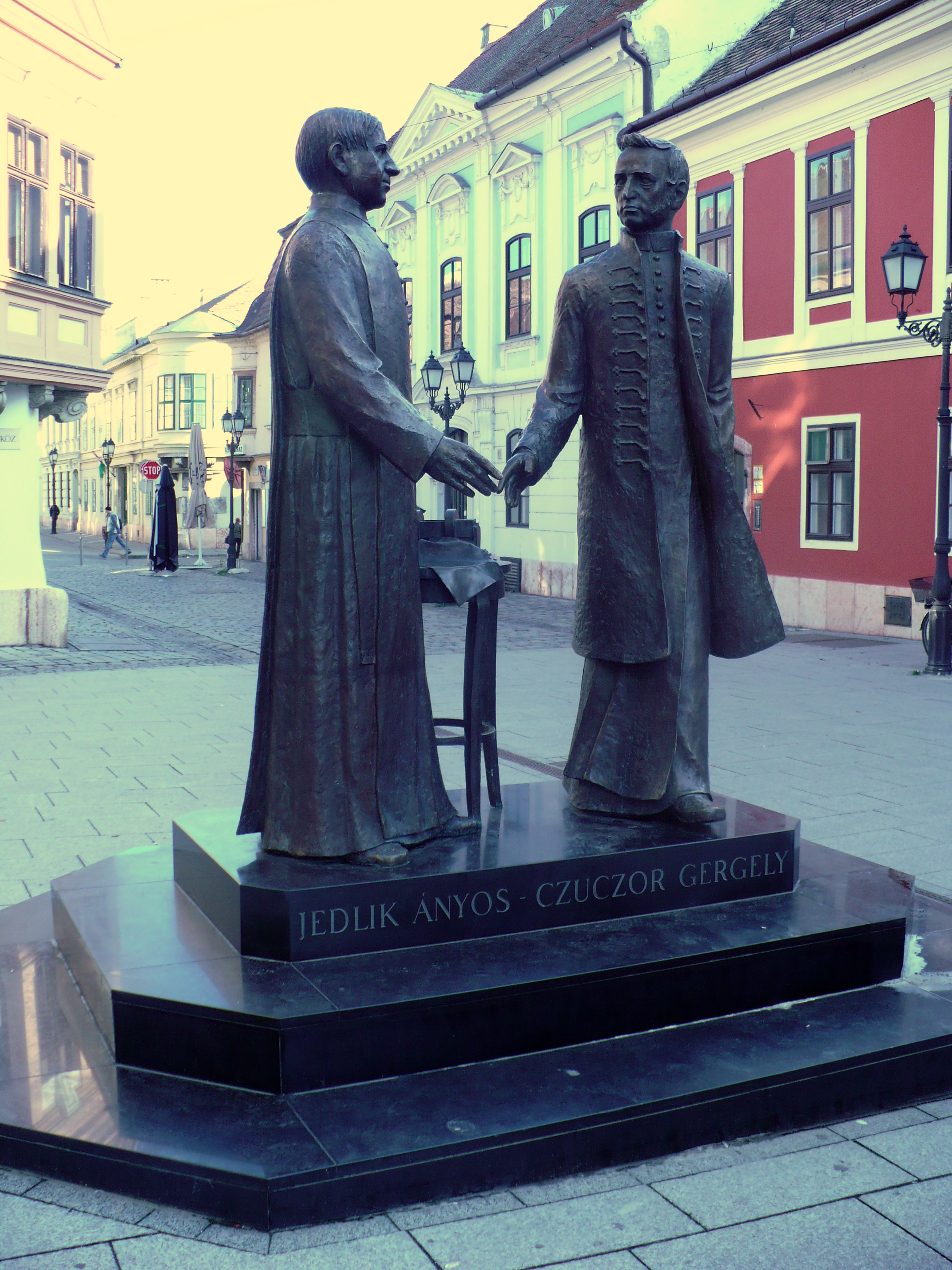
Czuczor Gergely és Jedlik Ányos szobra

Az 5/4-es méretű, álló szoborcsoport a Lloyd és a Czuczor Gergelyről elnevezett Bencés Gimnázium közt helyezkedik el. Rieger Tibor egykori győri bencés diák, szobrászművész alkotása.

### Szent Ignác templom
A gimnázium és a rendház közt áll a kéttornyos homlokzatú templom, az olaszos kora barokk egyik legszebb magyarországi alkotása. A templom egyhajós, két oldalán kápolnafülkékkel. A kápolnák 18. századi stukkós dísze és a főhajót borító freskó országos jelentőségűek. A barokk berendezésből kiemelkedik a Ludwig Gode által tervezett szószék és a főoltár Josef Rosler szobraival. Nagyon szépek a templom faragott padjai.

### Bencés rendház
A kétemeletes rendház négyszögben csatlakozik a templomhoz. Félpillérek keresztezik bejáratát, melynek oromzatán Széchényi György püspök címere látható, párkányában felirat 1667-es évszámmal. A nyugati szárny második emeleti lépcsőházában pompás stukkódíszítés látható. A déli részben van az ebédlőterem, ezt stukkók és 1803-ból származó Madonna-kép, valamint szentek alakjai díszítik.

### Széchényi Múzeumpatika(Széchenyi tér 9.)
A volt jezsuita gyógyszertár, amely nevét Széchényi Györgyről, nem Széchenyi Istvánról kapta, 1697-ben készült, gazdag barokk mennyezete egyedülálló. A ma is működő patika legértékesebb látnivalói a rokokó gyógyszeres szekrények és I. Rákóczi György mozsara.

### Mária-oszlop

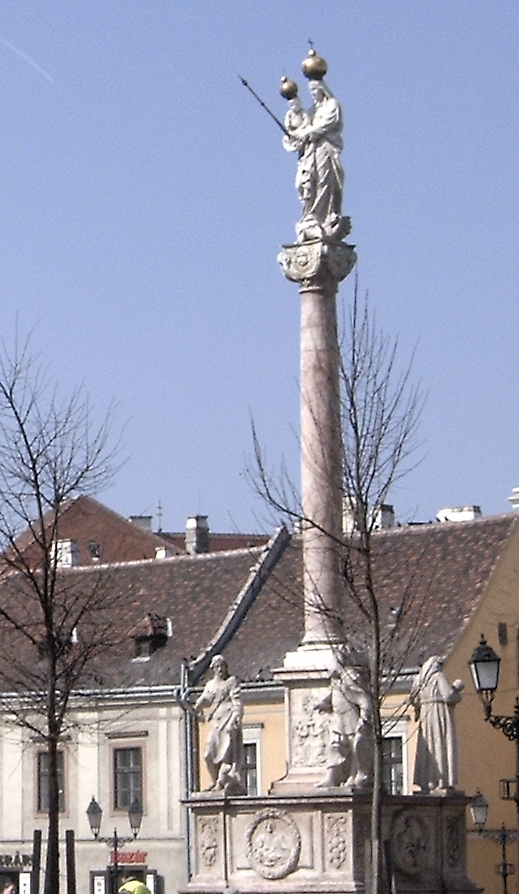
A Mária-oszlop

Győr monumentális korai barokk emlékműve a tér keleti felén áll. Kolonich Lipót győri püspök emeltette Buda 1686. évi visszafoglalásának emlékére. Hasáb alakú talapzaton hosszú oszlop áll, tetején Mária, karján a kis Jézussal.
A reneszánsz hatású, gyümölcsfüzérekkel és figurális domborművekkel díszített talapzat négy sarkán egy-egy barokk szobor áll: Szent István király, Keresztelő Szent János, Páduai Szent Antal és Szent Lipót. A talapzat oldalán lévő domborművek is szenteket ábrázolnak. Alul két oldalon latin nyelvű felirat olvasható az emlékmű felállításáról. A Mária-oszlopot kőbábos korlát veszi körül.

## Jegyzetek

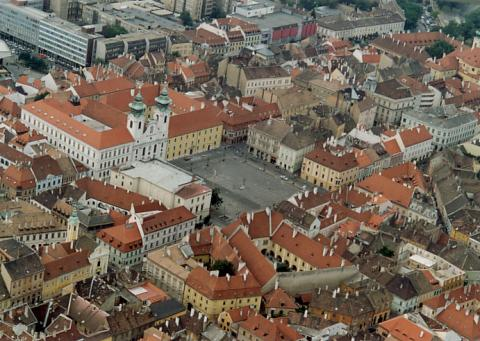
A tér légi fotója